# Ranunculus gunnianus
Ranunculus gunnianus är en ranunkelväxtart som beskrevs av William Jackson Hooker. Ranunculus gunnianus ingår i släktet ranunkler, och familjen ranunkelväxter. Inga underarter finns listade i Catalogue of Life.